# Pueblo de Ysleta del Sur

El pueblo Ysleta del Sur (también Pueblo Tigua) es una entidad tribal de nativos americanos en la sección de Ysleta de El Paso, Texas. Sus miembros son pueblos fueron desplazados del Nuevo México español entre 1680 y 1681, durante una revuelta contra los españoles.
El pueblo y su lengua se denominan tigua, y mantiene aquel una identidad tribal y tierras en Texas. El español sustituyó mayoritariamente a la lengua indígena a principios del siglo XX, y en la actualidad, el inglés está ganando cada vez más terreno en la comunidad. En la actualidad se está intentando recuperar la lengua indígena.
Son una de las tres tribus reconocidas a nivel federal en Texas.

## Historia
Durante casi 40 años, el pueblo ha poseído y gestionado empresas tribales que proporcionan empleo a sus miembros y a la comunidad de El Paso. Estos negocios incluyen el Speaking Rock Entertainment Center, Big Bear Oil Co. y el Tigua Indian Cultural Center.
Como parte de la política de extinción de la comunidad india seguida por el gobierno federal desde la década de 1940 hasta la de 1960, los tigua se convirtieron en la última tribu formalmente eliminada. Fueron reconocidos en 1967 como tribu indígena de Texas; el proyecto de ley 888 de la Cámara de Representantes fue aprobado durante la 60.ª Legislatura, Sesión Regular, transfiriendo todas las responsabilidades de fideicomiso para los indios tigua a la Comisión India de Texas. El 12 de abril de 1968, en virtud de la Ley Pública 90-287 82 Stat. 93, el Congreso de los Estados Unidos cedió al Estado de Texas toda la responsabilidad sobre los indios tigua de Ysleta. La Ley de los indios Tigua especificaba que los miembros de la tribu no tendrían derecho a recibir ningún servicio, reclamación o demanda de los Estados Unidos.
La Ley Pública 100-89, 101 STAT. 666 fue promulgada el 18 de agosto de 1987 y restableció las relaciones federales con la tribu simultáneamente con las de la tribu Alabama-Coushatta. La ley de restablecimiento cambió el nombre de la tribu por el de Ysleta del Sur Pueblo, derogó la Ley de los Indios Tigua y prohibió específicamente todas las actividades de juego prohibidas por las leyes del estado de Texas. Los tigua han mantenido una relación federal ininterrumpida desde 1987.
La legislación del Congreso de los Estados Unidos devolvió a este grupo, la tribu más meridional de los pueblos, el derecho a recibir servicios del gobierno federal. Además, el Estado de Texas reconoció a la tribu. Otras dos tribus de Texas también tienen reconocimiento federal y estatal, mientras que otras dos tribus sólo tienen reconocimiento estatal. En abril de 2008, el Departamento del Censo Tribal informó de 1615 miembros inscritos.

## Miembros
En 2020, había 4696 miembros inscritos en como pertenecientes a los Ysleta del Sur.

## Gobierno tribal
A partir de 2022, E. Michael Silvas es el Gobernador de Ysleta del Sur. El Consejo Tribal de 2021 está formado por el sheriff Bernardo Gonzales, el concejal Rudy Cruz Jr., el concejal Rafael Gómez Jr., el gobernador E. Michael Silvas, el cacique José Sierra Sr., el vicegobernador Adán Torres, el capitán de guerra Javier Loera, el concejal Raúl Candelaria y el concejal Andrew Torrez.
En 2020, el gobierno tribal empleó a 293 personas, de las cuales el 58 % eran tribales.